# Drużynowe mistrzostwa Europy w lekkoatletyce
Drużynowe mistrzostwa Europy w lekkoatletyce (w skrócie DME) – zawody lekkoatletyczne dla reprezentacji państwowych, organizowane przez European Athletics, będące kontynuacją Pucharu Europy w lekkoatletyce. Ich pierwszą edycję przeprowadzono w 2009. DME przyjęły inną formułę niż Puchar Europy, bowiem nie ma w nich podziału na oddzielne klasyfikacje kobiet i mężczyzn, jak miało to miejsce w Pucharze Europy, prowadzona jest łączna klasyfikacja startu danej reprezentacji krajowej.
W skoku dal, trójskoku i konkurencjach rzutowych liczba prób jest uzależniona do wyników z poprzednich kolejek. W sprintach, biegach płotkarskich oraz sztafetach zawodnicy startują w podziale na serie. Skoczkowie wzwyż i tyczkarze są eliminowani z konkursu gdy trzykrotnie nie zaliczą tej samej wysokości (tak jak w innych zawodach) bądź gdy w sumie zanotują cztery „zrzutki”.
Do 2017 r. impreza odbywała się w przedostatni weekend czerwca (wcześniej rozgrywano ją rokrocznie również w czerwcu z wyjątkiem roku, w którym organizowano igrzyska olimpijskie), zaś w 2019 r. miała miejsce w drugi weekend sierpnia. Od 2015 r. odbywa się w cyklu dwuletnim, wcześniej organizowana była corocznie.
Reprezentacja Polski, dzięki udanemu występowi w ostatnich zawodach Pucharu Europy w 2008 r. zajęła 3. miejsce według punktacji, uwzględniającej starty poszczególnych zawodników w superlidze oraz pierwszej i drugiej ligi. 12 krajów z największą liczbą punktów wystąpiło w pierwszej edycji Superligi, kolejne państwa zakwalifikowane zostały do pierwszej, drugiej i trzeciej ligi. Polska w klasyfikacji ustalonej przez European Athletics zajęła 3. miejsce (1512 pkt.). Lepsi była tylko Rosja (1548 pkt.) i Wielka Brytania (1518 pkt.). 
Superliga drużynowych mistrzostw Europy w 2010 r. miała się odbyć w Bydgoszczy jednak ostatecznie zdecydowano, że imprezę gościć będzie Bergen.
W latach 2009–2021 zawody rozgrywano w czterech ligach: Superliga (w latach 2009–2019 liczyła 12 drużyn, a w 2021 – 8), I liga (w latach 2009–2017 liczyła 12 zespołów, w 2019 – 11, a w 2021 – 13), II liga (w latach 2009–2015 brało udział po 8 ekip, w latach 2017–2019 – 12, a 2021 – 12), III liga (reszta drużyn). Od 2023 r. zawody odbywają się w 3 dywizjach: I dywizja, II dywizja (po 16 zespołów) i III dywizja (pozostałe zespoły).
| Edycja   | Data           | Liga      | Gospodarz        | Stadion                                    | 1. miejsce | 2. miejsce           | 3. miejsce           |
| -------- | -------------- | --------- | ---------------- | ------------------------------------------ | ---------- | -------------------- | -------------------- |
| DME 2009 | 20–21 czerwca  | Superliga | Leiria           | Estádio Municipal de Leiria                | Niemcy     | Wielka Brytania      | Francja              |
| DME 2009 | 20–21 czerwca  | I liga    | Bergen           | Stadion Fana                               | Białoruś   | Finlandia            | Norwegia             |
| DME 2009 | 20–21 czerwca  | II liga   | Bańska Bystrzyca | Štadión SNP                                | Litwa      | Irlandia             | Łotwa                |
| DME 2009 | 20–21 czerwca  | III liga  | Sarajewo         | Stadion Koševo                             | Izrael     | Mołdawia             | Dania                |
| DME 2010 | 19–20 czerwca  | Superliga | Bergen           | Stadion Fana                               | Rosja      | Wielka Brytania      | Niemcy               |
| DME 2010 | 19–20 czerwca  | I liga    | Budapeszt        | Stadion im. Ferenca Puskása                | Czechy     | Szwecja              | Portugalia           |
| DME 2010 | 19–20 czerwca  | II liga   | Belgrad          | Stadion Crvena Zvezda                      | Szwajcaria | Chorwacja            | Austria              |
| DME 2010 | 19–20 czerwca  | III liga  | Marsa            | Matthew Micallef St John Athletic Stadium  | Dania      | Bułgaria             | Cypr                 |
| DME 2011 | 18–19 czerwca  | Superliga | Sztokholm        | Stadion olimpijski                         | Rosja      | Niemcy               | Ukraina              |
| DME 2011 | 18–19 czerwca  | I liga    | Izmir            | İzmir Atatürk Stadyumu                     | Turcja     | Grecja               | Norwegia             |
| DME 2011 | 18–19 czerwca  | II liga   | Nowy Sad         | Stadion Karađorđe                          | Estonia    | Bułgaria             | Serbia               |
| DME 2011 | 18–19 czerwca  | III liga  | Reykjavík        | Laugardalsvöllur Stadium                   | Izrael     | Cypr                 | Mołdawia             |
| DME 2013 | 22–23 czerwca  | Superliga | Gateshead        | Gateshead International Stadium            | Niemcy     | Wielka Brytania      | Polska               |
| DME 2013 | 22–23 czerwca  | I liga    | Dublin           | Morton Stadium                             | Czechy     | Szwecja              | Holandia             |
| DME 2013 | 22–23 czerwca  | II liga   | Kowno            | Stadion im. S. Dariusa i S. Girėnasa       | Słowacja   | Litwa                | Serbia               |
| DME 2013 | 22–23 czerwca  | III liga  | Bańska Bystrzyca | Štadión SNP                                | Słowenia   | Łotwa                | Mołdawia             |
| DME 2014 | 21–22 czerwca  | Superliga | Brunszwik        | Eintracht-Stadion                          | Niemcy     | Rosja                | Polska               |
| DME 2014 | 21–22 czerwca  | I liga    | Tallinn          | Stadion Kadriorg                           | Białoruś   | Norwegia             | Finlandia            |
| DME 2014 | 21–22 czerwca  | II liga   | Ryga             | Stadion Daugava                            | Szwajcaria | Łotwa                | Bułgaria             |
| DME 2014 | 21–22 czerwca  | III liga  | Tbilisi          | Stadion im. Borisa Paiczadze               | Cypr       | Islandia             | Izrael               |
| DME 2015 | 20–21 czerwca  | Superliga | Czeboksary       | Stadion Olimpijski                         | Rosja      | Niemcy               | Francja              |
| DME 2015 | 20–21 czerwca  | I liga    | Heraklion        | Stadion Pankritio                          | Czechy     | Grecja               | Holandia             |
| DME 2015 | 20–21 czerwca  | II liga   | Stara Zagora     | Stadion Beroe                              | Dania      | Bułgaria             | Węgry                |
| DME 2015 | 21–22 czerwca  | III liga  | Baku             | Stadion Olimpijski                         | Słowacja   | Austria              | Izrael               |
| DME 2017 | 23–25 czerwca  | Superliga | Lille            | Stadium Lille Métropole                    | Niemcy     | Polska               | Francja              |
| DME 2017 | 23–25 czerwca  | I liga    | Vaasa            | Carl Stadium                               | Szwecja    | Finlandia            | Szwajcaria           |
| DME 2017 | 24–25 czerwca  | II liga   | Tel Awiw         | Centrum sportowe w Tel-Awiwie              | Węgry      | Słowacja             | Litwa                |
| DME 2017 | 24–25 czerwca  | III liga  | Marsa            | Matthew Micallef St John Athletic Stadium  | Luksemburg | Bośnia i Hercegowina | Gruzja               |
| DME 2019 | 9–11 sierpnia  | Superliga | Bydgoszcz        | Stadion im. Zdzisława Krzyszkowiaka        | Polska     | Niemcy               | Francja              |
| DME 2019 | 9–11 sierpnia  | I liga    | Sandnes          | Sandnes Stadion                            | Portugalia | Białoruś             | Norwegia             |
| DME 2019 | 10–11 sierpnia | II liga   | Varaždin         | Stadion ŠC Sloboda                         | Estonia    | Słowenia             | Dania                |
| DME 2019 | 10–11 sierpnia | III liga  | Skopje           | Arena Narodowa im. Filipa II Macedońskiego | Islandia   | Serbia               | Bośnia i Hercegowina |
| DME 2021 | 29–30 maja     | Superliga | Chorzów          | Stadion Śląski                             | Polska     | Włochy               | Wielka Brytania      |
| DME 2021 | 19–20 czerwca  | I liga    | Kluż-Napoka      | Cluj Arena                                 | Czechy     | Białoruś             | Holandia             |
| DME 2021 | 19–20 czerwca  | II liga   | Stara Zagora     | Stadion Beroe                              | Węgry      | Dania                | Słowenia             |
| DME 2021 | 19–20 czerwca  | III liga  | Limassol         | Stadion Tsirio                             | Serbia     | Cypr                 | Mołdawia             |
| DME 2023 | 23-25 czerwca  | Dywizja 1 | Chorzów          | Stadion Śląski                             | Włochy     | Polska               | Niemcy               |
| DME 2023 | 20-22 czerwca  | Dywizja 2 | Chorzów          | Stadion Śląski                             | Węgry      | Ukraina              | Litwa                |
| DME 2023 | 20-22 czerwca  | Dywizja 3 | Chorzów          | Stadion Śląski                             | Irlandia   | Austria              | Izrael               |
| DME 2025 | 24–29 czerwca  | Dywizja 1 | Madryt           | Estadio de Vallehermoso                    | Włochy     | Polska               | Niemcy               |
| DME 2025 | 27–29 czerwca  | Dywizja 2 | Maribor          | Atletski stadion Poljane                   | Belgia     | Norwegia             | Słowenia             |
| DME 2025 | 27–29 czerwca  | Dywizja 3 | Maribor          | Atletski stadion Poljane                   | Islandia   | Luksemburg           | Bośnia i Hercegowina |
| DME 2027 |                | Dywizja 1 | Chorzów          | Stadion Śląski                             |            |                      |                      |
| DME 2027 | Dywizja 2      |           |                  |                                            |            |                      |                      |
| DME 2027 | Dywizja 3      |           |                  |                                            |            |                      |                      |